# Sieraków (województwo lubuskie)
Sieraków – wieś w Polsce położona w województwie lubuskim, w powiecie żagańskim, w gminie Szprotawa. Leży w Borach Dolnośląskich nad Bobrem.
W latach 1975–1998 miejscowość położona była w województwie zielonogórskim.
W pobliżu wsi przebiegają Wały Śląskie, ziemne umocnienia graniczne wzniesione na tym odcinku w XIV/XV wieku pomiędzy księstwami głogowskim a jaworskim. W 2008 roku na wniosek Muzeum Ziemi Szprotawskiej zostały one wpisane do rejestru zabytków województwa lubuskiego pod nr L-85/C jako stanowisko archeologiczne Sieraków.